# Jaroslav Goldschmied
Jaroslav Goldschmied (14. května 1890 Praha – 3. listopadu 1977 Praha) byl český rytec a polygraf, spoluautor mnoha poštovních známek.

## Život
Narodil se v rodině majitele ryteckého závodu v Praze – Vršovicích. V letech 1921 až 1952 byl zaměstnancem České grafické Unie, kde při tvorbě poštovních známek nahradil profesora Eduarda Karla. První československou poštovní známkou, u které je uvedeno jeho spoluautorství, je známka s portrétem T.G.Masaryka, podle předlohy od Maxe Švabinského (1925).

## Posmrtné uznání
V roce 1982 byla vydána československá poštovní známka s jeho portrétem.